# Game Over II
Game Over II is een computerspel dat werd ontwikkeld en uitgegeven door Dinamic Software. Het spel kwam in 1987 en 1988 uit voor een aantal homecomputers. Het spel lijkt op een kruising tussen het schietspel R-Type (1987) en het platformspel Turrican (1990). Het perspectief van het spel wordt getoond in de derde persoon.

## Platforms
| Jaar | Platform                                  |
| ---- | ----------------------------------------- |
| 1987 | Commodore 64, MSX, PC Booter, ZX Spectrum |
| 1988 | Amstrad CPC, Atari ST                     |

## Ontvangst
| Beoordeeld door | Platform    | Datum         | Score |
| --------------- | ----------- | ------------- | ----- |
| Atari ST User   | Atari ST    | maart 1989    | 80%   |
| Your Sinclair   | ZX Spectrum | december 1988 | 80%   |
| Crash!          | ZX Spectrum | november 1988 | 60%   |
| Power Play      | PC Booter   | november 1988 | 56%   |